# Naturschutzgebiet Gfällach
Gfällach ist ein Naturschutzgebiet im Landkreis Erding, auf dem Gebiet der Gemeinden Moosinning und Neuching in Oberbayern.

## Kenndaten
Das Gebiet wurde 1991 als Naturschutzgebiet ausgewiesen und wird unter der Schutzgebietsnummer 00379.01 beim Bayerischen Landesamt für Umwelt geführt. Es hat eine Fläche von ca. 6,4 ha und ist in die IUCN-Kategorie IV, ein Biotop- und Artenschutzgebiet eingeordnet. Der CDDA-Code lautet 163240 und entspricht der WDPA-ID.

## Beschaffenheit
Es handelt sich um ein Niedermoor im Erdinger Moos; bereits 1933 erfolgten Grundstückskäufe durch den Bund Naturschutz, um dieses Gebiet unter Schutz zu stellen. Seit Jahrzehnten leidet das Schutzgebiet immer wieder unter Wassermangel, etliche der geschützten Pflanzen dieses Schutzgebietes sind hier wegen Trockenheit bereits ausgestorben. Problematisch sind auch Nährstoffeinträge aus direkt angrenzenden landwirtschaftlichen Flächen, da es sich beim Schutzgebiet nur um einen sehr schmalen Streifen handelt. Seit etlichen Jahren gibt es Bestrebungen, das Schutzgebiet zu erhalten und die Wassersituation wieder zu verbessern. Es finden jährliche Mähaktionen und Entbuschungsaktionen durch freiwillige Helfer statt. Typische Arten in diesem Naturschutzgebiet sind u. a. Schneidried und Duftlauch.
Der Bach Gfällach fließt südlich des Naturschutzgebietes, macht dann einen Bogen nach Nordosten und bildet schließlich den nordöstlichen Abschluss des Naturschutzgebietes.
Das Naturschutzgebiet Gfällach bildet einen Teil des FFH-Gebiets Gräben und Niedermoorreste im Erdinger Moos (Kennung DE-7736-371). Dadurch gehören die Flächen auch zum europäischen Schutzgebietsnetz Natura 2000.